# SN 1999B
SN 1999B – supernowa typu II odkryta 14 stycznia 1999 roku w galaktyce UGC 7189. W momencie odkrycia miała maksymalną jasność 16,90m.